# Chilelopsis serena
Chilelopsis serena är en spindelart som beskrevs av Pablo A. Goloboff 1995. Chilelopsis serena ingår i släktet Chilelopsis och familjen Nemesiidae. Inga underarter finns listade i Catalogue of Life.